# Дедо II (Лужица)
Дедо II Млади (на немски: Dedo, Dedi, † преди 26 октомври 1069) от род Ветини е като Дедо III граф на Ветин и 1069 г. като Дедо II маркграф на Марка Лужица.
Той е най-големият син на маркграф Дедо I († 1075) и първата му съпруга Ода, дъщеря на Титмар IV, маркграф на Лужица от род Билунги и сестра на маркграф Одо II. Той е полубрат на маркграф Хайнрих I.
През 1069 г. император Хайнрих IV след въоръжен конфликт сваля и затваря баща му и поставя Дедо II за маркграф на Долна Лужица. Дедо II се бил отказал от баща си през това време, заради неговия втори брак същата година.
Дедо II е убит през нощта преди 26 октомври 1069 г. Баща му се сдобрява с Хайнрих IV и получава обратно територията.
Дедо II умира неженен и без деца и е погребан в Майсен.